# Robert FitzRoy
Robert FitzRoy   (Ampton Hall, 5 de juliol de 1805 - Londres, 30 d'abril de 1865) va ser el capità del vaixell Beagle durant el viatge al voltant del món que va fer Charles Darwin i a més va ser un pioner de la meteorologia amb els primers pronòstics meteorològics. També va treballar en el camp de la hidrografia. Va ser governador de Nova Zelanda de 1843 a 1845.

## Biografia
Robert FitzRoy nasqué a Ampton Hall, Ampton, Suffolk, Anglaterra, dins l'aristocràcia britànica. Era descendent de Carles II d'Anglaterra.
El febrer del 1818, als dotze anys, entrà a l'acadèmia de la Royal Navy i als 14 anys s'embarcà com a voluntari a la fragata HMS Owen Glendower que partí a Amèrica del Sud el 1820.
En aquella època el vaixell HMS Beagle, sota el comandament del capità Pringle Stokes, feia treballs hidrogràfics a Terra del Foc, Pringle Stokes va tenir una depressió i es suïcidà a Rio de Janeiro, i FitzRoy va ser fet capità temporal del Beagle el 15 de desembre de 1828.

## Segon viatge del Beagle
L'agost de 1831 FitzRoy cercà un científic per al segon viatge del Beagle, i va ser escollit el jove Charles Darwin. Abans de deixar Anglaterra FitzRoy va donar a Darwin un exemplar del primer volum de Principis de geologia de Charles Lyell.
FitzRoy i Darwin es portaven bé entre ells però durant els cinc anys que va durar el viatge les enfurismades violentes de FitzRoy van fer que es guanyés el sobrenom de "Hot Coffee" (cafè calent). En una ocasió Darwin i Fitzroy discutiren sobre l'esclavitud.
Poc després de la tornada del Beagle, el 2 d'octubre de 1836, Fitzroy es va casar.
FitzRoy va fer un informe sobre el seu viatge al Beagle publicat el maig de 1839 en quatre volums incloent-hi un informe de Darwin (Journal and Remarks, 1832—1836). En aquesta obra FitzRoy expressa que les troballes dels geòlegs estaven en contra de la Bíblia. També va estar en contra del que es desprenia del llibre de Darwin sobre l'origen de les espècies.

## Meteorologia
Tornà a Anglaterra el 1848 després d'haver estat governador de Nova Zelanda i va ser fet superintendent de la Royal Navy i el 1851 va ser elegit membre de la Royal Society amb el suport d'onze membres, incloent-hi el de Charles Darwin.
Dins la Royal Society el 1854 va ser escollit, per recomanació del president Francis Beaufort, cap d'un nou departament de meteorologia (Meteorological Statist to the Board of Trade) un precedent del Servei Meteorològic. Es tractava de donar informació als capitans de vaixells especialment sobre tempestes i es va muntar una xarxa de 15 estacions meteorològiques dotades de baròmetres i que transmetien les dades per telègraf.
Una gran tempesta de 1859 va causar molts danys a Anglaterra i això va inspirar FitzRoy per fer mapes de prediccions que ell va anomenar per primera vegada: "forecasting the weather", (pronosticant el temps). El diari The Times va ser el primer diari a publicar prediccions meteorològiques el 1860.
Molts pescadors es queixaren que no se'ls permetia sortir a pescar quan les prediccions meteorològiques anunciaven tempesta i el sistema de FitzRoy va ser abandonat un temps quan ell va morir.

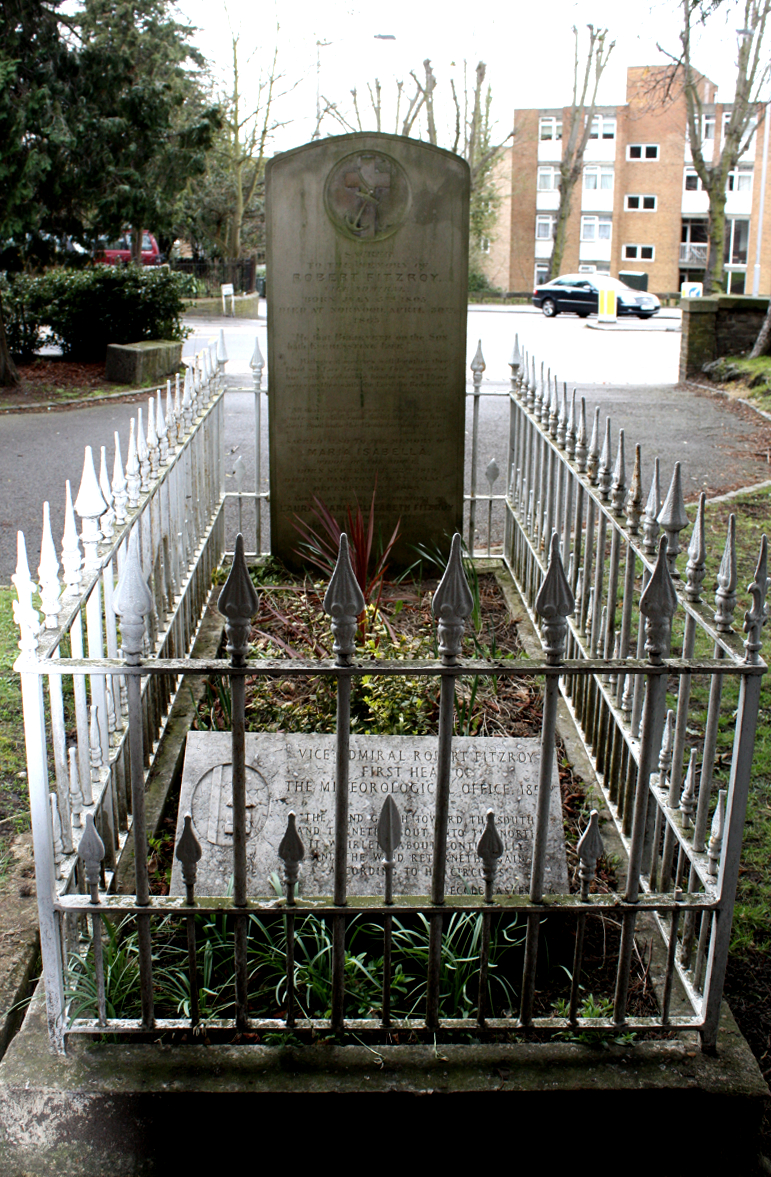
Tomba de Robert FitzRoy

FitzRoy, sota una depressió, es va suïcidar el 30 d'abril de 1865 fent servir una navalla d'afaitar.

## Llegat
- El Mont Fitz Roy (Argentina-Xile, a l'estrem sud del continent).
- El riu Fitzroy, al nord d'Austràlia.
- La conífera sud-americana Fitzroya cupressoides.
- L'espècie de dofí Delphinus fitzroyi, descoberta per Darwin.[8]
- Fitzroy, un assentament a les illes Malvines.